# Кордилера де ла Коста (Венецуела)
Кордилера де ла Коста или Карибски Анди (на испански: Cordillera de la Costa) е планина в северната част на Венецуела, простираща се на около 800 km покрай брега на Карибско море и представляващи крайно североизточно разклонение на Андите. На запад Карибските Анди се свързват с планинската верига Кордилера де Мерида и платото Сеговия, а на изток завършват до делтата на река Ориноко и на полуостров Пария.
Карибските Анди се състоят от две обособени успоредни планински вериги, разделени от система от надлъжни тектонско-ерозионни долини, в т.ч. долината на река Туй с езерото Валенсия. На север, покрай брега на Карибско море се простира дългата около 350 km верига Кордилера де ла Коста с височина до 2165 m, в северното подножие на която е разположена столицата на Венецуела град Каракас. Южно и успоредно на нея се простира т.нар. Вътрешен хребет или Серания дел Интериор. Той се състои от две обособени части: Западна и Източна. Западната част е дълга около 420 km и е разположена южно от надлъжните долини, които я отделят от Кордилера де ла Коста. На юг склоновете ѝ постепенно се понижават към равнините на река Ориноко. След едно прекъсване от около 100 km, в района на град Барселона, на изток се издига източната част на планинската верига, която на север се спуска стръмно към Карибско море, на изток продължава на полуостров Пария и до делтата на река Ориноко, а на юг хълмистите ѝ разклонения почти достигат до река Ориноко. Най-високата ѝ точка е връх Пико Найгуата 2765 m.
Кордилера де ла Коста е изградена основно от мезозойски метаморфни скали с гранитни интрузии по нейната ос, а Серания дел Интериор – от мезокайнозойски ефузивни и седементни скали. Карибските Анди са силно сеизмичен район. В южните им подножия се експлоатират големи находища на нефт и природен газ. Долните части на склоновете ѝ са заети от ксерофитна храстова растителност, а районите над 900 – 1000 m са обрасли с планински смесени (листопадни и вечнозелени) гори, храсти и ливади.